# Blidari (gmina Cârligele)
Blidari – wieś w Rumunii, w okręgu Vrancea, w gminie Cârligele. W 2011 roku liczyła 628
mieszkańców.